# Progression I-V-vi-IV
I-V-vi-IV (également appelé la progression d'accords de pop punk) est une progression d'accords très courante dans la musique populaire occidentale depuis la fin du XXe siècle.
En do majeur, ces accords seront : do majeur, sol majeur, la mineur, fa majeur.
Une origine éventuelle pourrait être le canon de Pachelbel dont les 4 premiers accords forment la progression I-V-vi-iii.
Elle existe aussi sous la forme vi-IV-I-V, surnommée progression féminine sentimentale par le chroniqueur du Boston Globe Marc Hirsh.
En do majeur, cette variante donnera la suite la mineur, fa majeur, do majeur, sol majeur.
Hirsh a d'abord constaté cette progression dans la chanson  "One of Us" de Joan Osborne puis a commencé à la trouver dans beaucoup d'autres titres. Il l'a surnommé ainsi après avoir remarqué qu'elle était souvent utilisée par les artistes se produisant à la fin des années 1990 au Lilith Fair, un festival de musique américain entièrement féminin.
Les deux versions sont des variantes de I-vi-IV-V, très utilisée dans les années 1950 et 1960, notamment dans le doo-wop.
L'un des premiers exemples d'utilisation de vi-IV-I-V date de 1967, il s'agit de San Francisco (Be Sure to Wear Flowers in Your Hair) chanté par Scott McKenzie. Les deux progressions sont par ailleurs de plus en plus utilisées depuis une vingtaine d'années. Le phénomène a pris une telle ampleur qu'il est devenu un sujet de sketch pour des humoristes comme Michaël Grégorio, Mika Selles ou encore le groupe australien The Axis of Awesome.